# Episodi di The Philco Television Playhouse (sesta stagione)
La sesta stagione della serie televisiva The Philco Television Playhouse è stata trasmessa in anteprima negli Stati Uniti d'America dalla NBC tra il 27 settembre 1953 e il 5 settembre 1954.
| nº | Titolo originale                   | Titolo italiano | Prima TV USA      | Prima TV Italia |
| -- | ---------------------------------- | --------------- | ----------------- | --------------- |
| 1  | 0 for 37                           |                 | 27 settembre 1953 |                 |
| 2  | The Bachelor Party                 |                 | 11 ottobre 1953   |                 |
| 3  | The Girl with the Stop Watch       |                 | 25 ottobre 1953   |                 |
| 4  | Train to Trouble                   |                 | 8 novembre 1953   |                 |
| 5  | Up Above the World So High         |                 | 22 novembre 1953  |                 |
| 6  | The Sixth Year                     |                 | 29 novembre 1953  |                 |
| 7  | The Midnight Caller                |                 | 13 dicembre 1953  |                 |
| 8  | The Glorification of Al Toolum     |                 | 27 dicembre 1953  |                 |
| 9  | The Hangman in the Fog             |                 | 10 gennaio 1954   |                 |
| 10 | Smoke Screen                       |                 | 24 gennaio 1954   |                 |
| 11 | Statute of Limitations             |                 | 21 febbraio 1954  |                 |
| 12 | The Dancers                        |                 | 7 marzo 1954      |                 |
| 13 | The Broken Fist                    |                 | 21 marzo 1954     |                 |
| 14 | The Mother                         |                 | 4 aprile 1954     |                 |
| 15 | The King and Mrs. Candle           |                 | 18 aprile 1954    |                 |
| 16 | The Joker                          |                 | 2 maggio 1954     |                 |
| 17 | Miss Look-Alike                    |                 | 9 maggio 1954     |                 |
| 18 | The Shadow of Willie Greer         |                 | 30 maggio 1954    |                 |
| 19 | Somebody Special                   |                 | 6 giugno 1954     |                 |
| 20 | Adapt or Die                       |                 | 13 giugno 1954    |                 |
| 21 | Friday the Thirteenth              |                 | 27 giugno 1954    |                 |
| 22 | Man Drowning                       |                 | 11 luglio 1954    |                 |
| 23 | The Catamaran                      |                 | 25 luglio 1954    |                 |
| 24 | The Man in the Middle of the Ocean |                 | 8 agosto 1954     |                 |
| 25 | Run Like a Thief                   |                 | 5 settembre 1954  |                 |